# Parigi-Tours
La Parigi-Tours (fr. Paris-Tours) è una corsa in linea maschile di ciclismo su strada che si svolge in Francia, ogni anno in ottobre, ed è una delle cosiddette classiche d'autunno. Dal 2005 al 2007 ha fatto parte del circuito UCI ProTour, mentre dal 2009 fa parte del UCI Europe Tour.
È organizzata dalla Amaury Sport Organisation.

## Storia
Fu creata nel 1896 da L'Auto dopo essere stata ideata da Henri Desgrange, padre del record dell'ora e del Tour de France, con l'obiettivo di creare una grande corsa per rendere più seguito il ciclismo su strada, allora molto meno conosciuto del ciclismo su pista, fu proprio per questo motivo che gli organizzatori decisero di dargli una cadenza quinquennale. L'intenzione era quella di ricalcare il percorso che i sovrani francesi svolgevano per arrivare in un castello di loro proprietà, e di collegare la vecchia e la nuova capitale francese.
Le prime due edizioni si svolsero in primavera, mentre la terza, nel 1906 in ottobre.
La prima edizione fu disputata soltanto da dilettanti, mentre già dalla seconda nel 1901 fu corsa da ciclisti professionisti. Dal 1906 ha avuto una cadenza annuale ed è stata organizzata da Amaury Sport Organisation. A partire dal 1906 fino al 1914 la corsa ha visto tra i vincitori i più grandi ciclisti di quell'epoca, dominatori del Tour de France: Lucien Petit-Breton, François Faber, Octave Lapize; fu proprio in quegli anni che divenne una delle corse più celebri e ambite dell'intero panorama ciclistico, anche grazie al fatto che tornò a disputarsi in primavera..
Nel primo dopoguerra la classica conobbe un periodo di declino: venendo disputata sempre in concomitanza con il Giro d'Italia, la maggior parte dei grandi campioni dell'epoca non vi partecipò. Nonostante ciò, nell'albo d'oro di quel periodo figurano diversi vincitori del Tour de France.
Nel secondo dopoguerra la corsa vide tra i suoi vincitori diversi campioni del mondo, mentre Paul Maye e Guido Reybrouck stabilirono a tre il record di vittorie. Francesco Moser fu il secondo italiano dopo Jules Rossi a trionfare. Nel 1978 la corsa cambiò nome in G.P. d'Autunno. 
Questa classica venne anche molto seguita grazie alla partecipazione di Rik Van Looy, di Jo de Roo, e soprattutto di Eddy Merckx, che non riuscì mai ad aggiudicarsela.
Nel 1989 la corsa entrò a far parte della Coppa del mondo di ciclismo su strada, mentre nel 2004 entrò nel circuito UCI Pro Tour. Nel 2009 alla corsa è stato dato il secondo nome di classica delle foglie morte, appellativo che da sempre contraddistingue il Giro di Lombardia. In questo periodo vincono la corsa specialisti delle classiche come Philippe Gilbert, Óscar Freire, Greg Van Avermaet e Matteo Trentin.

## Percorso
Fin dagli inizi del ventesimo secolo ha avuto diverse partenze, tra cui Versailles, Chaville, Montlhéry, e Saint-Arnoult-en-Yvelines, Tours e Blois. Dal 2018 la partenza è stata fissata a Chartres.
Dal 1988 si è conclusa sempre a Tours, sul Viale di Grammont, il suo storico arrivo, dove si arriva molto spesso in volata.
Solitamente ha una lunghezza di circa 230 km, con diversi strappi e con un arrivo pianeggiante che favorisce i corridori dotati di spunto veloce. Dal 2018 sono stati aggiunti anche tratti di sterrato e pavé.
Il tracciato spesso comprende le salite di Brou, Chatillon-en-Dunois, Santenay.
Dal 2013 la partenza è ad Authon-du-Perche.

## Albo d'oro
Aggiornato all'edizione 2024.
| Anno                 | Vincitore                                           | Secondo                                             | Terzo                                               |
| Parigi-Tours         | Parigi-Tours                                        | Parigi-Tours                                        | Parigi-Tours                                        |
| -------------------- | --------------------------------------------------- | --------------------------------------------------- | --------------------------------------------------- |
| 1896                 | Eugène Prévost                                      | Émile Ouzou                                         | Lucien Bouvet                                       |
| 1897-1900            | non disputate                                       | non disputate                                       | non disputate                                       |
| 1901                 | Jean Fischer                                        | Georges Lorgeou                                     | Édouard Wattelier                                   |
| 1902-05              | non disputate                                       | non disputate                                       | non disputate                                       |
| 1906                 | Lucien Petit-Breton                                 | Louis Trousselier                                   | Henri Cornet                                        |
| 1907                 | Georges Passerieu                                   | André Pottier                                       | Émile Georget                                       |
| 1908                 | Omer Beaugendre                                     | Frédéric Saillot                                    | François Faber                                      |
| 1909                 | François Faber                                      | Jean Alavoine                                       | Ernest Paul                                         |
| 1910                 | François Faber                                      | Louis Trousselier                                   | Émile Engel                                         |
| 1911                 | Octave Lapize                                       | Cyrille Van Hauwaert                                | Émile Georget                                       |
| 1912                 | Louis Heusghem                                      | Charles De Ruyter                                   | Lucien Petit-Breton                                 |
| 1913                 | Charles Crupelandt                                  | Georges Passerieu                                   | Louis Luguet                                        |
| 1914                 | Oscar Egg                                           | Émile Engel                                         | Philippe Thys                                       |
| 1915-16              | non disputate a causa della prima guerra mondiale   | non disputate a causa della prima guerra mondiale   | non disputate a causa della prima guerra mondiale   |
| 1917                 | Philippe Thys                                       | Marcel Godivier                                     | Eugène Christophe                                   |
| 1918                 | Charles Mantelet                                    | Lucien Cazalis                                      | Alexis Michiels                                     |
| 1919                 | Hector Tiberghien                                   | René Vandenhove                                     | Jean Rossius                                        |
| 1920                 | Eugène Christophe                                   | Honoré Barthélémy                                   | Albert Dejonghe                                     |
| 1921                 | Francis Pélissier                                   | Louis Mottiat                                       | Eugène Christophe                                   |
| 1922                 | Henri Pélissier                                     | Heiri Suter                                         | Robert Jacquinot                                    |
| 1923                 | Paul Deman                                          | Félix Sellier                                       | Hector Tiberghien                                   |
| 1924                 | Louis Mottiat                                       | Nicolas Frantz                                      | Jules Huyvaert                                      |
| 1925                 | Denis Verschueren                                   | Auguste Mortelmans                                  | Jean Hillarion                                      |
| 1926                 | Heiri Suter                                         | Kastor Notter                                       | Nicolas Frantz                                      |
| 1927                 | Heiri Suter                                         | Gustaaf Van Slembrouck                              | Georges Ronsse                                      |
| 1928                 | Denis Verschueren                                   | Charles Pélissier                                   | Marius Gallotini                                    |
| 1929                 | Nicolas Frantz                                      | Aimé Deolet                                         | Georges Ronsse                                      |
| 1930                 | Jean Maréchal                                       | Marcel Bidot                                        | Frans Bonduel                                       |
| 1931                 | André Leducq                                        | Roger Parioleau                                     | Alfred Hamerlick                                    |
| 1932                 | Julien Moineau                                      | Herbert Sieronski                                   | Amulio Viarengo                                     |
| 1933                 | Jules Merviel                                       | Antonin Magne                                       | Ludwig Geyer                                        |
| 1934                 | Gustave Danneels                                    | Romain Gijssels                                     | Félicien Vervaecke                                  |
| 1935                 | René Le Grèves                                      | Roger Lapébie                                       | Raffaele Di Paco                                    |
| 1936                 | Gustave Danneels                                    | Fernand Mithouard                                   | Jules Coelaert                                      |
| 1937                 | Gustave Danneels                                    | Frans Bonduel                                       | Edgard De Caluwé                                    |
| 1938                 | Jules Rossi                                         | Albertin Disseaux                                   | Paul Maye                                           |
| 1939                 | Frans Bonduel                                       | Lucien Storme                                       | Theo Pirmez                                         |
| 1940                 | non disputata a causa della seconda guerra mondiale | non disputata a causa della seconda guerra mondiale | non disputata a causa della seconda guerra mondiale |
| 1941                 | Paul Maye                                           | Albert Goutal                                       | Pierre Cloarec                                      |
| 1942                 | Paul Maye                                           | Gérard Virol                                        | Jules Rossi                                         |
| 1943                 | Gabriel Gaudin                                      | Achiel Buysse                                       | Albert Hendrickx                                    |
| 1944                 | Lucien Teisseire                                    | Louis Gauthier                                      | Louis Thiétard                                      |
| 1945                 | Paul Maye                                           | Joseph Goutorbe                                     | Émile Idée                                          |
| 1946                 | Alberic Schotte                                     | Roger Prevotal                                      | Maurice De Muer                                     |
| 1947                 | Alberic Schotte                                     | Émile Idée                                          | Albert Sercu                                        |
| 1948                 | Louis Caput                                         | Robert Mignat                                       | Émile Idée                                          |
| 1949                 | Albert Ramon                                        | Paul Neri                                           | Jacques Geus                                        |
| 1950                 | André Mahé                                          | Urbain Caffi                                        | Guy Lapébie                                         |
| 1951                 | Jacques Dupont                                      | Alfredo Martini                                     | Attilio Redolfi                                     |
| 1952                 | Raymond Guegan                                      | Brik Schotte                                        | Louis Caput                                         |
| 1953                 | Jos Schils                                          | Ferdi Kübler                                        | Georges Gilles                                      |
| 1954                 | Gilbert Scodeller                                   | Louison Bobet                                       | Pierre Michel                                       |
| 1955                 | Jacques Dupont                                      | Alfred De Bruyne                                    | Jean-Marie Cieleska                                 |
| 1956                 | Albert Bouvet                                       | Julien Schepens                                     | Louison Bobet                                       |
| 1957                 | Alfred De Bruyne                                    | Louison Bobet                                       | Angelo Conterno                                     |
| 1958                 | Gilbert Desmet                                      | Alfred De Bruyne                                    | François Mahé                                       |
| 1959                 | Rik Van Looy                                        | Coen Niesten                                        | André Noyelle                                       |
| 1960                 | Jo de Haan                                          | Mies Stolker                                        | Luis Otaño                                          |
| 1961                 | Jos Wouters                                         | Gilbert Desmet                                      | Anatole Novak                                       |
| 1962                 | Jo de Roo                                           | Frans Melckenbeeck                                  | Benoni Behyet                                       |
| 1963                 | Jo de Roo                                           | Tom Simpson                                         | Raymond Poulidor                                    |
| 1964                 | Guido Reybrouck                                     | Rik Van Looy                                        | Gustaaf Desmet                                      |
| 1965                 | Gerben Karstens                                     | Gustaaf Desmet                                      | Fernand Deferm                                      |
| 1966                 | Guido Reybrouck                                     | Rik Van Looy                                        | Paul Lemeteyer                                      |
| 1967                 | Rik Van Looy                                        | Barry Hoban                                         | José Samyn                                          |
| 1968                 | Guido Reybrouck                                     | Walter Godefroot                                    | Eric Leman                                          |
| 1969                 | Herman Van Springel                                 | Frans Verbeeck                                      | Roger Jochmans                                      |
| 1970                 | Jürgen Tschan                                       | René Pijnen                                         | Guido Reybrouck                                     |
| 1971                 | Rik Van Linden                                      | Marino Basso                                        | Gerben Karstens                                     |
| 1972                 | Noël Vantyghem                                      | Joseph Huysmans                                     | Willy De Geest                                      |
| 1973                 | Rik Van Linden                                      | Roger De Vlaeminck                                  | Frans Verbeeck                                      |
| Tours-Parigi         |                                                     |                                                     |                                                     |
| 1974                 | Francesco Moser                                     | Jean-Pierre Danguillaume                            | Eric Leman                                          |
| Tours-Versailles     |                                                     |                                                     |                                                     |
| 1975                 | Freddy Maertens                                     | Frans Van Looy                                      | Roger De Vlaeminck                                  |
| 1976                 | Ronald De Witte                                     | Raymond Poulidor                                    | Robert Bouloux                                      |
| 1977                 | Joop Zoetemelk                                      | Johan De Muynck                                     | Hennie Kuiper                                       |
| Grand Prix d'Automne |                                                     |                                                     |                                                     |
| 1978                 | Jan Raas                                            | Joseph Jacobs                                       | Guido Van Calster                                   |
| 1979                 | Joop Zoetemelk                                      | Giuseppe Saronni                                    | Jan Raas                                            |
| 1980                 | Daniel Willems                                      | Alain Vigneron                                      | Eddy Vanhaerens                                     |
| 1981                 | Jan Raas                                            | Ferdi Van Den Haute                                 | Luc Colijn                                          |
| 1982                 | Jean-Luc Vandenbroucke                              | Pierino Gavazzi                                     | Fons De Wolf                                        |
| 1983                 | Ludo Peeters                                        | Adrie van der Poel                                  | Jan Raas                                            |
| 1984                 | Sean Kelly                                          | Steven Rooks                                        | Bruno Wojtinek                                      |
| 1985                 | Ludo Peeters                                        | Moreno Argentin                                     | Sean Kelly                                          |
| 1986                 | Phil Anderson                                       | Jean-Louis Peillon                                  | Charly Mottet                                       |
| 1987                 | Adrie van der Poel                                  | Teun van Vliet                                      | Maurizio Fondriest                                  |
| Parigi-Tours         |                                                     |                                                     |                                                     |
| 1988                 | Peter Pieters                                       | Jan Goessens                                        | Sean Kelly                                          |
| 1989                 | Jelle Nijdam                                        | Eric Vanderaerden                                   | Johan Museeuw                                       |
| 1990                 | Rolf Sørensen                                       | Phil Anderson                                       | Maurizio Fondriest                                  |
| 1991                 | Johan Capiot                                        | Olaf Ludwig                                         | Nico Verhoeven                                      |
| 1992                 | Hendrik Redant                                      | Christian Henn                                      | Olaf Ludwig                                         |
| 1993                 | Johan Museeuw                                       | Maurizio Fondriest                                  | Oleksandr Hončenkov                                 |
| 1994                 | Erik Zabel                                          | Gianluca Bortolami                                  | Zbigniew Spruch                                     |
| 1995                 | Nicola Minali                                       | Andrei Tchmil                                       | Sven Teutenberg                                     |
| 1996                 | Nicola Minali                                       | Tom Steels                                          | Giovanni Lombardi                                   |
| 1997                 | Andrei Tchmil                                       | Maximilian Sciandri                                 | Henk Vogels                                         |
| 1998                 | Jacky Durand                                        | Mirko Gualdi                                        | Jaan Kirsipuu                                       |
| 1999                 | Marc Wauters                                        | Gianni Faresin                                      | Jaan Kirsipuu                                       |
| 2000                 | Andrea Tafi                                         | Andrei Tchmil                                       | Daniele Nardello                                    |
| 2001                 | Richard Virenque                                    | Óscar Freire                                        | Erik Zabel                                          |
| 2002                 | Jakob Piil                                          | Jacky Durand                                        | Erik Zabel                                          |
| 2003                 | Erik Zabel                                          | Alessandro Petacchi                                 | Stuart O'Grady                                      |
| 2004                 | Erik Dekker                                         | Danilo Hondo                                        | Óscar Freire                                        |
| 2005                 | Erik Zabel                                          | Daniele Bennati                                     | Allan Davis                                         |
| 2006                 | Frédéric Guesdon                                    | Kurt Asle Arvesen                                   | Stuart O'Grady                                      |
| 2007                 | Alessandro Petacchi                                 | Francesco Chicchi                                   | Óscar Freire                                        |
| 2008                 | Philippe Gilbert                                    | Jan Kuyckx                                          | Sébastien Turgot                                    |
| 2009                 | Philippe Gilbert                                    | Tom Boonen                                          | Borut Božič                                         |
| 2010                 | Óscar Freire                                        | Angelo Furlan                                       | Gert Steegmans                                      |
| 2011                 | Greg Van Avermaet                                   | Marco Marcato                                       | Kasper Klostergaard                                 |
| 2012                 | Marco Marcato                                       | Laurens De Vreese                                   | Niki Terpstra                                       |
| 2013                 | John Degenkolb                                      | Michael Mørkøv                                      | Arnaud Démare                                       |
| 2014                 | Jelle Wallays                                       | Thomas Voeckler                                     | Jens Debusschere                                    |
| 2015                 | Matteo Trentin                                      | Tosh Van Der Sande                                  | Greg Van Avermaet                                   |
| 2016                 | Fernando Gaviria                                    | Arnaud Démare                                       | Jonas Van Genechten                                 |
| 2017                 | Matteo Trentin                                      | Søren Kragh Andersen                                | Niki Terpstra                                       |
| 2018                 | Søren Kragh Andersen                                | Niki Terpstra                                       | Benoît Cosnefroy                                    |
| 2019                 | Jelle Wallays                                       | Niki Terpstra                                       | Oliver Naesen                                       |
| 2020                 | Casper Pedersen                                     | Benoît Cosnefroy                                    | Joris Nieuwenhuis                                   |
| 2021                 | Arnaud Démare                                       | Franck Bonnamour                                    | Jasper Stuyven                                      |
| 2022                 | Arnaud Démare                                       | Edward Theuns                                       | Sam Bennett                                         |
| 2023                 | Riley Sheehan                                       | Lewis Askey                                         | Tobias Halland Johannessen                          |
| 2024                 | Christophe Laporte                                  | Mathias Vacek                                       | Jasper Philipsen                                    |

### Vittorie per nazione
Aggiornato al 2024.
| Pos. | Nazione                                               | Vittorie |
| ---- | ----------------------------------------------------- | -------- |
| 1    | Belgio                                                | 42       |
| 2    | Francia                                               | 34       |
| 3    | Paesi Bassi                                           | 12       |
| 4    | Italia                                                | 9        |
| 5    | Germania                                              | 5        |
| 6    | Danimarca                                             | 4        |
| 7    | Lussemburgo Svizzera                                  | 3        |
| 9    | Irlanda Australia Ucraina Spagna Colombia Stati Uniti | 1        |